# Oak Hill (Kansas)
Pour les articles homonymes, voir Oak Hill.
Oak Hill est un village américain situé dans le comté de Clay, au Kansas. Selon le recensement de 2010, sa population est de 24 habitants.